# El Calvario, Tila
El Calvario är en ort i Mexiko.   Den ligger i kommunen Tila och delstaten Chiapas, i den sydöstra delen av landet, 700 km öster om huvudstaden Mexico City. El Calvario ligger 298 meter över havet och antalet invånare är 319.
Terrängen runt El Calvario är huvudsakligen kuperad, men söderut är den platt. Terrängen runt El Calvario sluttar söderut. Runt El Calvario är det ganska glesbefolkat, med 38 invånare per kvadratkilometer. Närmaste större samhälle är Nuevo Limar, 3,0 km sydväst om El Calvario. Trakten runt El Calvario består till största delen av jordbruksmark.